# Sibinia sodalis
Sibinia sodalis är en skalbaggsart som beskrevs av Ernst Friedrich Germar 1824. Sibinia sodalis ingår i släktet Sibinia, och familjen vivlar. Arten har ej påträffats i Sverige.